# Кіровський завод (станція метро)

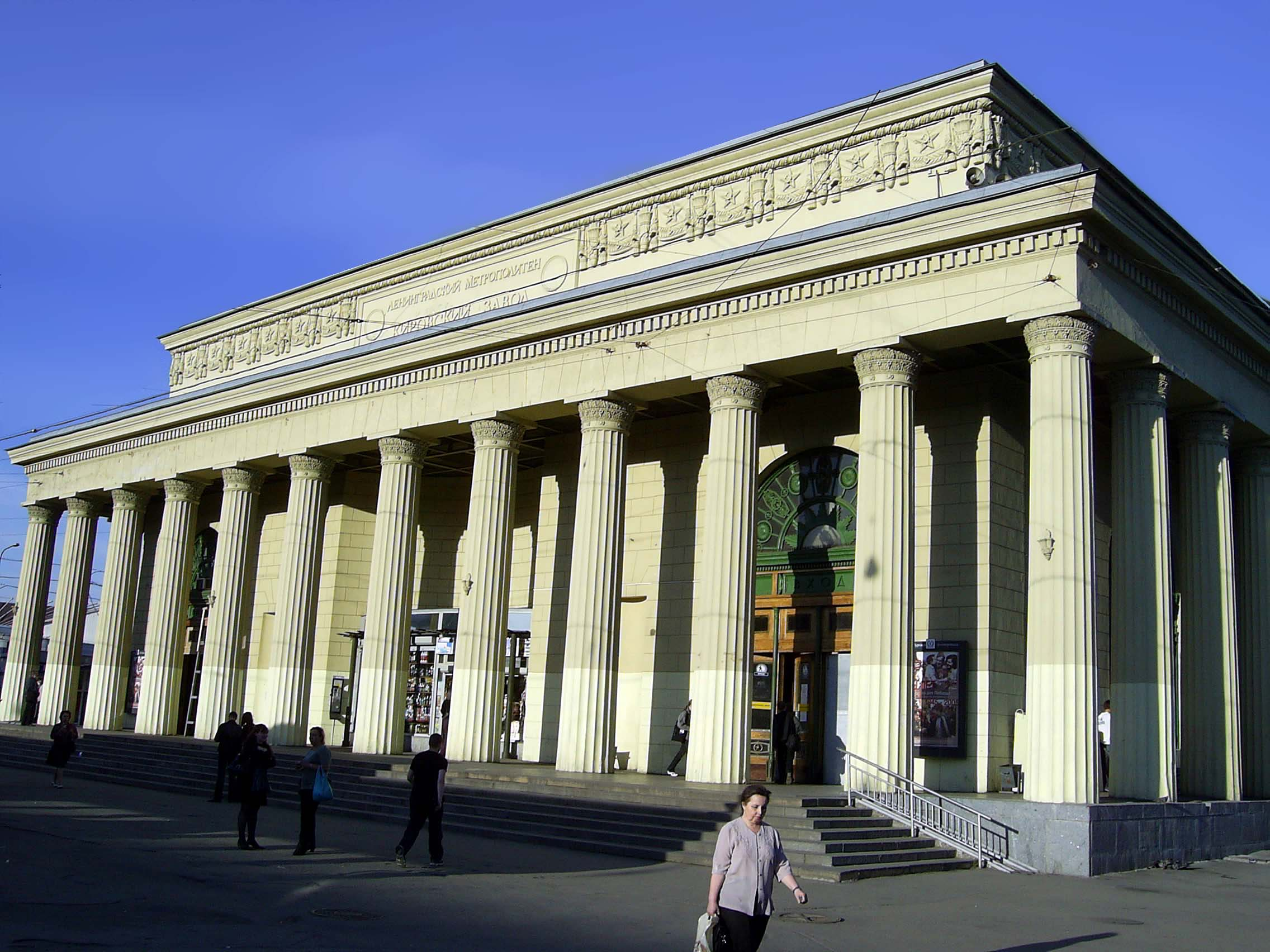
Павільйон станції

59°52′46″ пн. ш. 30°15′42″ сх. д. / 59.87944° пн. ш. 30.26167° сх. д.
Кіровський завод (рос. Кировский завод)  — станція Петербурзького метрополітену, Кіровсько-Виборзької лінії. Відкрита 15 листопада 1955, між станціями «Нарвська» і «Автово», у складі першої черги метрополітену «Автово» - «Площа Повстання». Названа через близькість до території Кіровського заводу.
У перспективі планується відкриття переходу на станцію «Путіловська» Красносєльсько-Калінінської лінії при її пуску.

## Вестибюлі і пересадки
Павільйон станції виконаний за проектом архітектора О. К. Андрєєва, інженера О. В. Іванової розташовується на розі вулиці Васі Алексєєва і проспекту Стачєк. Павільйон виконаний в характерному для того часу класичному стилі, своїми обрисами нагадуючи давньогрецький храм, до якого веде широкі гранітні сходи. Прямокутник будівлі утворюють 44 доричні колони з канелюрами .
Похилий хід (вихід зі станції), має три ескалатора , розташований в північному торці станції.

## Технічна характеристика
«Конструкція станції» — колонна трипрогінна глибокого закладення (глибина закладення— 44 м). Підземний зал виконаний за проектом архітектора О. К. Андрєєва і інженера О. В. Іванової. Вперше для тунелєбудування, в конструкції станції замість сталевих колон поставлені колони, змонтовані з коритоподібних чавунних тюбінгів.
Діаметр тунелів, ведучих до станції «Кіровський завод» від станції «Автово» складає не 5,5 метрів, як діаметр інших тунелів першої черги, а 6 метрів , як у Москві.
На перегоні від станції «Кіровський завод» до станції «Нарвська» є оборотний тупик. Цей перегін має максимальну відстань на першій ділянці метро — 2,5 км.
У 2008, проведено ремонт станційних колій із застосуванням «безшпальної» технології.
Листопад 2012 — лютий 2013, проведено ремонт ескалаторів.

## Оздоблення
Тема оздоблення станції — розвиток соціалістичної індустрії.
Підземний зал станції оздоблено димчасто-сірим кавказьким мармуром «Сванетія». 31 пара колон, збудованих в два довгі ряди і з'єднаних пологими арками, організують перспективу станції своїм чітким ритмом. Вершину кожної колони прикрашає відлитий з алюмінію горельєфний картуш з індустріальною емблемою. Карбування і часткове полірування надають горельєфам вид срібних. 32 пари картушів (перший від входу на станцію встановлено на краю стіни) присвячені чотирьом основам важкої індустрії: електрифікації, кам'яновугільної, нафтової і металургійної промисловості.
Вперше для оформлення станцій метрополітену застосовано «люверсне освітлення». (Люверс — наскрізну решітку, що складається зі смуг органічного скла.) За нею на певній відстані вмонтовані лампи «денного світла», і їх випромінювання нібито просівається крізь квадратні отвори решітки, створюючи рівне, спокійне освітлення. М'яке, розсіяне світло струмує зверху, з квадратних світлових плафонів, прорізаних в стелі. Створюється ілюзія, що нагорі, за зведеннями, знаходиться відкрите небо. Станом на 2007, органічне скло люверсів знято.
У жовтні 2012, асфальтове покриття на платформах стали замінювати на гранітне.
|                |                       |                               |            |
| Електрифікація | Нафтова промисловість | Кам'яновугільна промисловість | Металургія |

## Ресурси Інтернету
- «Кіровський завод» на metro.vpeterburge.ru [Архівовано 24 грудня 2012 у Wayback Machine.](рос.)
- «Кіровський завод» на ometro.net(рос.)
- «Кіровський завод» на форумі metro.nwd.ru [Архівовано 4 березня 2016 у Wayback Machine.](рос.)
- Санкт-Петербург. Петроград. Ленінград: Енциклопедичний довідник. «Кіровський завод»(рос.)